# 重庆市南渝中学校
重庆市南渝中学校，建立于2018年，位于重庆市沙坪坝区桥北一路1号，成立之初为民办学校，2021年转为公办学校，目前隶属于重庆市沙坪坝区教育委员会，是重庆南开中学“一校四点”系列学校之一。